# Rinopneumonie
Rinopneumonie is een paardenziekte veroorzaakt door een Equine Herpesvirus (EHV). De ziekte kent een viertal verschijningsvormen.

## Verkoudheidsvorm
Dit is de meest voorkomende vorm van rinopneumonie. Over het algemeen verloopt deze vorm heel onschuldig. Het paard zal ongeveer enkele dagen tot ruim een week na de infectie opgelopen te hebben ziekteverschijnselen vertonen. In de meeste gevallen zijn de symptomen na een paar weken verdwenen, tenzij er een secundaire bacteriële infectie ontstaat. Een bacterie alleen heeft weinig kans om de luchtwegen te infecteren, maar infecties met virussen maken een weg vrij zodat de bacteriën hun slag kunnen slaan. Bij een secundaire bacteriële infectie blijven de symptomen langer bestaan en zal er eventueel een antibioticakuur gegeven moeten worden.

### Symptomen
Vaak bij jonge paarden is er koorts, soms een snotneus, hoesten, dikke benen en lymfeknopen zijn gezwollen. Het paard wil niet goed eten en ogen kunnen tranen.

## Abortusvorm
Wanneer een drachtige merrie in contact komt met de EHV-infectie kan de baarmoeder geïnfecteerd geraken. Het virus verspreidt zich daar en infecteert de foetus, die sterft. Het virus en de schade die het veroorzaakt heeft kan worden aangetoond in bepaalde organen van de geaborteerde vrucht. De merrie aborteert vaak pas een aantal maanden na het meemaken van de EHV-infectie, maar als de merrie hoge koorts krijgt kan ze ook binnen een paar dagen aborteren. Dit komt dan meestal door de koorts, waarbij het lichaam bepaalde hormonen aanmaakt worden die een abortus veroorzaken.

### Symptomen
Bij merries veroorzaakt rinopneumonie abortus of zwak geboren veulens die vaak sterven; een wat slappe staart, ataxie (incoördinatie), eventueel ernstige verlammingsverschijnselen (meestal zijn enkel de achterbenen aangetast maar in ernstige gevallen ook de voorbenen), blaasverlamming, niet meer kunnen mesten.

## Neurologische vorm
Deze vorm waarbij het zenuwstelsel aangetast wordt, komt gelukkig niet al te vaak voor. Door beschadiging van het ruggenmerg kunnen paarden verlamd worden.

### Symptomen
Een wat slappe staart, ataxie (incoördinatie), eventueel ernstige verlammingsverschijnselen (meestal zijn enkel de achterbenen aangetast maar in ernstige gevallen ook de voorbenen), blaasverlamming, niet meer kunnen mesten.

## Oogvorm
Deze vorm van de EHV-infectie is zeldzaam. Het oog raakt geïnfecteerd waardoor er witte vlekjes op het hoornvlies ontstaan. Deze plekjes moeten goed behandeld worden omdat het hoornvlies anders blijvend beschadigd kan raken. Daarnaast kan het voorkomen dat er geen afwijkingen te zien zijn aan het oog, maar dat paard (tijdelijk) een verminderd of totaal verlies van gezichtsvermogen heeft. Meestal betreft dit één oog.

### Symptomen
Witte vlekjes op het hoornvlies, verminderd gezichtsvermogen.

## Uitbraken
Eind februari 2012 stierven drie paarden aan rinopneumonie op een paardenpension in Berg en Dal. Ook in Heumen stierven in maart meerdere paarden en pony's aan de ziekte bij een manege. De Koninklijke Nederlandse Hippische Federatie (KNHF) gelaste meerdere evenementen af. Hierna kwamen er meldingen van rinopneumonie uit Vlagtwedde, Winsum en Ede. Half maart versoepelde de KNHF de maatregelen.